# 中村鈴花
中村 鈴花（なかむら りんか、2001年10月12日 - ）は、熊本県出身の女子競輪選手。日本競輪選手会熊本支部所属、ホームバンクは熊本競輪場。日本競輪選手養成所第120期生。師匠は松尾正人（66期）。

## 経歴
千原台高校入学後に自転車競技をはじめ、2018年全国高等学校選抜大会6kmスクラッチ3位、2019年全国高等学校選抜大会個人ロードレース2位などの実績を残した。
2020年1月16日、日本競輪選手養成所第120回技能試験に合格。養成所競走成績は6位（2勝）。
2021年5月1日、静岡競輪場でデビューし、1着初勝利を挙げた。